# Régulateur de croissance des insectes
 (novembre 2021).
La mise en forme du texte ne suit pas les recommandations de Wikipédia : il faut le « wikifier ».
Les points d'amélioration suivants sont les cas les plus fréquents. Le détail des points à revoir est peut-être précisé sur la page de discussion.
- Les titres sont pré-formatés par le logiciel. Ils ne sont ni en capitales, ni en gras.
- Le texte ne doit pas être écrit en capitales (les noms de famille non plus), ni en gras, ni en italique, ni en « petit »…
- Le gras n'est utilisé que pour surligner le titre de l'article dans l'introduction, une seule fois.
- L'italique est rarement utilisé : mots en langue étrangère, titres d'œuvres, noms de bateaux, etc.
- Les citations ne sont pas en italique mais en corps de texte normal. Elles sont entourées par des guillemets français : « et ».
- Les listes à puces sont à éviter, des paragraphes rédigés étant largement préférés. Les tableaux sont à réserver à la présentation de données structurées (résultats, etc.).
- Les appels de note de bas de page (petits chiffres en exposant, introduits par l'outil «  Source ») sont à placer entre la fin de phrase et le point final[comme ça].
- Les liens internes (vers d'autres articles de Wikipédia) sont à choisir avec parcimonie. Créez des liens vers des articles approfondissant le sujet. Les termes génériques sans rapport avec le sujet sont à éviter, ainsi que les répétitions de liens vers un même terme.
- Les liens externes sont à placer uniquement dans une section « Liens externes », à la fin de l'article. Ces liens sont à choisir avec parcimonie suivant les règles définies. Si un lien sert de source à l'article, son insertion dans le texte est à faire par les notes de bas de page.
- La présentation des références doit suivre les conventions bibliographiques. Il est recommandé d'utiliser les modèles {{Ouvrage}}, {{Chapitre}}, {{Article}}, {{Lien web}} et/ou {{Bibliographie}}. Le mode d'édition visuel peut mettre en forme automatiquement les références.
- Insérer une infobox (cadre d'informations à droite) n'est pas obligatoire pour parachever la mise en page.

Pour une aide détaillée, merci de consulter Aide:Wikification.
Si vous pensez que ces points ont été résolus, vous pouvez retirer ce bandeau et améliorer la mise en forme d'un autre article.
Un régulateur de croissance des insectes (ou IGR, pour Insect Growth Regulator en anglais) est une substance chimique qui agit sur la croissance d'un insecte. Les IGR sont généralement utilisés comme insecticides, afin de contrôler les populations d'insectes nuisibles tels que les cafards et les puces.

## Avantages
De nombreux IGR sont étiquetés « à risque réduit » par l’Environmental Protection Agency (l'agence de protection de l'environnement des États-Unis), car leur spectre d'action est plus étroit. Ces produits ciblent les populations d'insectes nuisibles juvéniles et sont donc moins néfastes pour les insectes utiles. De nombreux apiculteurs ont néanmoins signalé que les IGR affectaient négativement le couvain et les jeunes abeilles. Contrairement aux insecticides classiques, les IGR n'affectent pas le système nerveux d'un insecte et sont donc plus respectueux des "insectes ouvriers" dans les environnements fermés. Les IGR sont également davantage compatibles avec les systèmes de gestion des ravageurs en agriculture biologique. De plus, alors que les insectes peuvent développer des résistances aux insecticides classiques, ils sont moins susceptibles d'en développer avec les IGR.

## Mécanisme d'action
Pendant sa croissance, un insecte mue plusieurs fois. Il synthétise un nouvel exosquelette (ou cuticule) sous son ancien, puis se débarrassant de l'ancien pour permettre au nouveau d'atteindre sa taille définitive et de durcir. Les IGR empêchent un insecte d'atteindre sa maturité en interférant sur ce processus de mue. Cela ralentit la propagation des nuisibles car les insectes immatures ne peuvent pas se reproduire. Les IGR tuent les insectes plus lentement que les insecticides traditionnels puisqu'ils empêchent le processus de mue des insectes au lieu de directement provoquer la mort des adultes. La mort survient généralement dans les trois à dix jours, selon l'IGR considéré, le stade de vie de l'insecte au moment où le produit est appliqué et la vitesse à laquelle l'insecte se développe. Certains IGR empêchent les insectes de se nourrir un long moment avant leur mort.

### IGR hormonaux
Les IGR hormonaux fonctionnent généralement en imitant ou en inhibant l'hormone juvénile, l'une des deux principales hormones impliquées dans la mue des insectes. Les IGR peuvent également inhiber la seconde hormone, l'ecdysone, dont les concentrations élevées déclenchent la mue de l'insecte. Quand l'hormone juvénile est active au moment de la mue, l'insecte mue en une forme larvaire plus grosse ; si elle est absente, il mue en nymphe ou en adulte non fonctionnel. Les IGR qui imitent l'hormone juvénile peuvent produire une mue prématurée des stades immatures, perturbant le développement larvaire. Ils peuvent également agir sur les œufs, en provoquant la stérilité, en causant des troubles du comportement ou en perturbant la diapause, processus qui provoque la mise en sommeil d'un insecte avant l'hiver. Les IGR qui inhibent la production de l'hormone juvénile peuvent causer la mue prématurée des insectes en un adulte non fonctionnel, et les IGR qui inhibent l'ecdysone peuvent entraîner une mortalité nymphale en interrompant la transformation normale des tissus larvaires en tissus adultes pendant le stade nymphal.

### Inhibiteurs de la synthèse de la chitine
Les inhibiteurs de la synthèse de la chitine agissent en empêchant la synthèse de chitine, un glucide indispensable à la formation de l'exosquelette de l'insecte, ou cuticule. En présence de ces inhibiteurs, un insecte grandit normalement jusqu'à sa mue. Alors, les inhibiteurs empêchent le nouvel exosquelette de se former correctement, provoquant finalement la mort de l'insecte. La mort peut être rapide ou prendre jusqu'à plusieurs jours selon l'espèce d'insectes et le stade de développement. Les inhibiteurs de la synthèse de chitine peuvent également tuer les œufs en perturbant le développement embryonnaire normal. Ils affectent également les insectes pendant des périodes de temps plus longues que les IGR hormonaux. Leur action est aussi plus rapide, mais ils peuvent néanmoins affecter des insectes prédateurs, des arthropodes et même certains poissons. Ces inhibiteurs de la synthèse de chitine comprennent les pesticides à base de benzoylurée.

## Quelques exemples d'IGR
- Diflubenzuron (Vigilant)
- Azadirachtine (AzaGuard)
- Triflumuron (Starycide)
- Lufénurone

### Analogue des hormones juvéniles
- Fénoxycarbe (Varikill, Insegar, Logic)
- Hydroprène (Gentrol)
- Méthoprène (Precor)
- Pyriproxyfène (Nyguard, Nylar, Sumilarv)